# Ricardo Canals Lizano
Pour les articles homonymes, voir Canals et Lizano.
Ricardo Luis Gabriel Canals Lizano, né le 24 mars 1955, est un homme politique espagnol membre du Parti populaire (PP).

## Biographie

### Vie privée
Il est marié et père de deux filles et un fils.

### Profession
Ricardo Canals Lizano est médecin spécialisé en médecine familiale et communautaire. Il est diplômé en santé, puériculture et possède un master en administration et planification sanitaire délivré par l'école nationale de santé. Ayant été directeur de l'hôpital universitaire Miguel Servet de Saragosse, il a présidé le collège officiel des médecins de Teruel. Il a également rempli les fonctions de secrétaire général de la société espagnole de médecine générale et de président de la société aragonaise de santé rurale et médecine générale.

### Activités politiques
Il est député aux Cortes d'Aragon de juin 2003 à février 2012. Il a été président de la commission de la Santé et porte-parole adjoint du groupe parlementaire populaire. Il est choisi comme vice-secrétaire de la fédération populaire d'Aragon en mai 2012.
Le 8 février 2012, il devient sénateur par désignation des Cortes d'Aragon où il est remplacé par Ana Martínez. Il quitte le Sénat après la fin de la législature des Cortes d'Aragon en juillet 2015. Candidat dans la circonscription de Saragosse, il est élu lors des élections générales de 2015 puis réélu l'année suivante.